# مارویاروسلاوتس
شهر مالویاروسلاوتس (به روسی: Малоярославец) در کشور روسیه و در اوبلاست کالوگا واقع شده‌است. این شهر در ساحل راست رودخانه لوژا در حوضه آبریز رود اوکا، ۶۱ کیلومتر (۳۸ مایل) شمال شرقی کالوگا واقع شده‌است.